# Блатов, Владимир Дмитриевич
Владимир Дмитриевич Блатов (29.06.1905-04.06.1962) — директор Московского комбината твердых сплавов, лауреат Сталинской премии.
Родился в Москве. Член ВКП(б) с 1939 года.
Работал на заводе редких элементов, реорганизованном в 1936 году в Московский комбинат твердых сплавов (МКТС). Без отрыва от производства окончил институт.
С августа 1941 по 10.09.1946 на военной службе, инженер-майор. С января 1944 г. начальник сначала 3-го, затем 6-го отделения Трофейного отдела 52-й армии.
После демобилизации вернулся на комбинат и был назначен его директором.
Постановлением Совета Министров СССР от 1 декабря 1949 года получил задание наладить к 1 июля 1950 года серийное производство трубчатых фильтров без металлического каркаса (трубок «МФ») согласно заданным техническим условиям, мощностью 1,5 млн штук в год (атомный проект).
За выполнение этого задания присуждена Сталинская премия по Постановлению СМ СССР № 4964-2148сс/оп (06.12.1951).
Работал в должности директора Московского комбината твердых сплавов до 1953 года, когда его сменил Степан Порфирьевич Соловьёв.
Депутат Московского городского Совета (1947—1952)
Награждён орденом Красной Звезды (26.05.1945), медалями «За боевые заслуги» (11.09.1944), «За победу над Германией в Великой Отечественной войне 1941—1945 гг.» (06.05.1946).
Похоронен на Ваганьковском кладбище.